# The Squid and the Whale
The Squid and the Whale (Una historia de Brooklyn en España e Historias de familia en Argentina) es una película dramática de 2005 que fue dirigida y escrita por Noah Baumbach. Cuenta la historia semibiográfica de dos chicos de Brooklyn que tienen que hacer frente al divorcio de sus padres en los años 80.

## Trama
En 1986, en Brooklyn, Nueva York, la disfuncional pareja de pseudo intelectuales compuesta por el profesor universitario Bernard, que en el pasado había sido un escritor brillante (Jeff Daniels), y la prometedora escritora Joan (Laura Linney) se separa. Bernard es una persona egoísta, tacaña y celosa que racionaliza cada actitud de su familia y de la vida, y no acepta a los incultos, personas que no leen libros ni ven películas interesantes, mientras que Joan está creciendo como escritora y no tiene problemas con los incultos. 
Sus hijos, el joven Walt (Jesse Eisenberg) y el pequeño Frank (Owen Kline), se ven afectados por la separación y toman partes: Walt apoya a su padre y Frank a su madre, y ambos desarrollan comportamientos extraños. Frank empieza a beber y a dejar semen por los libros de la biblioteca y las taquillas del vestuario de las chicas de su colegio. El inseguro Walt usa la canción de Pink Floyd Hey you en un festival como si fuera propia y rompe con su novia Sophie (Halley Feiffer). Mientras tanto Joan tiene un lío con Ivan (William Baldwin), el profesor de tenis de Frank, y Bernard con Lili (Anna Paquin), una de sus estudiantes, a la que además invita a trasladarse a su casa.

## Reparto
- Jeff Daniels como Bernard Berkman
- Laura Linney como Joan Berkman
- Jesse Eisenberg como Walt Berkman
- Owen Kline como Frank Berkman
- Halley Feiffer como Sophie Greenberg
- William Baldwin como Ivan
- Anna Paquin como Lili
- Ken Leung como Terapeuta
- David Benger como Carl
- Adam Rose como Otto

## Producción
Cuando Noah Baumbach escribió el guion no tenía en mente dirigir él mismo la película, pretendía que lo hiciera Wes Anderson, el productor, pero Wes consideró que el proyecto era demasiado personal para Noah y le convenció de que se encargará él de la dirección. La película fue rodada en tan sólo 28 días y en un principio iba a ser protagonizada por Bill Murray

## Premios

### Óscar
| Año  | Categoría                     | Nominado      | Resultado |
| ---- | ----------------------------- | ------------- | --------- |
| 2006 | Óscar al mejor guion original | Noah Baumbach | Nominado  |